# Torre dell'Inserraglio
Torre dell'Inserraglio is een plaats (frazione) in de Italiaanse gemeente Nardò.